# Erika Probst-Vollmer
Erika Probst-Vollmer, geborene Obst, verheiratete Launert (* 23. Februar 1925 in Graz; † 25. Juli 2021 in Fulda), war eine deutsche Tennisspielerin österreichischer Herkunft.

## Leben
Ihr Vater war Offizier im österreichischen Bundesheer. Nach dem Anschluss Österreichs an Nazideutschland im Jahr 1938 siedelte die Familie nach Hamburg über. Im Jahr 1942 wurde Erika Obst deutsche Jugendmeisterin. Ein Jahr später legte sie das Abitur ab. Danach wurde sie als Luftwaffenhelferin zum Reichsarbeitsdienst eingezogen. Nach Kriegsende geriet sie für zwei Monate in englische Kriegsgefangenschaft. Danach nahm sie in Hamburg ein Studium der Kunstgeschichte, Literaturgeschichte und Theaterwissenschaft auf. 1947 wurde sie deutsche Hochschulmeisterin. Im selben Jahr heiratete sie den Arzt Johannes Vollmer. 1949 wurde ihr gemeinsamer Sohn Marius geboren.
Der späte Beginn ihrer sportlichen Karriere war dem Zweiten Weltkrieg geschuldet. Begonnen hatte sie mit dem Tennis schon als Kind und es wurde auch früh ihr Talent erkannt.
Von 1948 bis 1959 mit Ausnahme von 1951 nahm sie an den Internationalen Deutschen Tennismeisterschaften teil. Dabei gewann sie drei Titel in den Doppelwettbewerben: 1954 mit der Britin Joy Mottram im Damendoppel sowie 1954 und 1955 mit dem US-Amerikaner Hugh Stewart im Gemischten Doppel. Zweimal stand sie im Einzelfinale, das sie 1952 gegen Dorothy Head und 1955 gegen Beryl Penrose verlor. 1952 wurde sie erstmals nationale deutsche Meisterin. Diesen Titel gewann sie ebenfalls in den Jahren 1954, 1955, 1957 und 1959.
Von 1953 bis 1959 spielte sie auch in Wimbledon. Dabei erreichte sie 1953 das Viertelfinale, wo sie der späteren Siegerin Maureen Connolly unterlag. Auch in den beiden Doppelwettbewerben erreichte sie jeweils zweimal das Viertelfinale: im Damendoppel 1954 zusammen mit der US-Amerikanerin Betty Pratt und 1957 zusammen mit der Tschechoslowakin Věra Pužejová sowie im Gemischten Doppel 1955 und 1956 jeweils an der Seite von Hugh Stewart.
1973 erhielt sie das Silberne Lorbeerblatt.
Von ihren ersten beiden Männern wurde sie geschieden. Nach dem Ende ihrer Tenniskarriere arbeitete sie zunächst als Volontärin beim Wiesbadener Kurier und später in der PR-Abteilung einer Versicherung. 1973 heiratete sie wieder und zog nach Siegen. Wegen Rückenproblemen konnte sie seit den 1980er Jahren kein Tennis mehr spielen. Ihre neue Leidenschaft war danach die Malerei, insbesondere von Landschaften und Stillleben. Nachdem ihr dritter Mann 1996 verstorben war, zog sie nach Fulda in die Nähe ihrer Stieftochter. Dort verstarb sie 2021 in ihrer Wohnung.

## Abschneiden bei Grand-Slam-Turnieren

### Einzel
| Turnier     | 1952 | 1953 | 1954 | 1955 | 1956 | 1957 | 1958 | 1959 | Karriere |
| ----------- | ---- | ---- | ---- | ---- | ---- | ---- | ---- | ---- | -------- |
| French Open | 2    | 2    | 1    | VF   | —    | AF   | —    | —    | VF       |
| Wimbledon   | —    | VF   | 2    | 1    | 3    | 3    | 3    | 3    | VF       |

### Doppel
| Turnier     | 1952 | 1953 | 1954 | 1955 | 1956 | 1957 | 1958 | 1959 | Karriere |
| ----------- | ---- | ---- | ---- | ---- | ---- | ---- | ---- | ---- | -------- |
| French Open | 1    | 2    | HF   | VF   | —    | HF   | —    | —    | HF       |
| Wimbledon   | —    | 1    | VF   | AF   | 1    | VF   | 2    | 2    | VF       |

### Mixed
| Turnier     | 1952 | 1953 | 1954 | 1955 | 1956 | 1957 | 1958 | 1959 | Karriere |
| ----------- | ---- | ---- | ---- | ---- | ---- | ---- | ---- | ---- | -------- |
| French Open | 2    | 2    | 2    | —    | —    | HF   | —    | —    | HF       |
| Wimbledon   | —    | 2    | —    | VF   | VF   | 3    | 3    | —    | VF       |

## Ehrungen
- 1956: Silbernes Lorbeerblatt